# Круглики (Тульская область)
Круглики — деревня в Тульской области России.
В рамках административно-территориального устройства является центром Кругликовского сельского округа Ефремовского района, в рамках организации местного самоуправления входит в муниципальное образование город Ефремов со статусом городского округа.

## География
Расположена в 10 км к югу от города Ефремов.

## Население
| 2002 | 2004 | 2010 |
| ---- | ---- | ---- |
| 559  | ↗610 | ↘547 |